# Splendida cornice
Splendida cornice è un programma televisivo italiano condotto da Geppi Cucciari, in onda su Rai 3 dal 12 gennaio 2023 dagli studi del Centro di produzione Rai di Milano.

## Il programma
Ideato da Geppi Cucciari e Luca Bottura, il programma è diretto dal regista Alessandro Renna e prodotto da Rai Cultura e Itv-Movie.
Il programma vede la conduttrice interagire con il pubblico, suddiviso in categorie demoscopiche, e con un team di esperti in varie branche della conoscenza denominati «competenti», ai quali è richiesto di rispondere a domande su diverse tematiche. Nel corso del programma sono inoltre presenti ospiti provenienti da diversi settori, tra cui musicisti, attori, giornalisti, scrittori, filosofi, ballerini, avvocati, registi, scenografi e sportivi, intervistati dalla conduttrice.
All'interno del programma vi sono inoltre delle rubriche dedicate alla linguistica, all'arte e cultura umanistica.

## Edizioni
| Edizione | Conduzione     | Periodo           | Periodo         | Puntate | Ascolti        | Ascolti | Studio                                                            |
| Edizione | Conduzione     | Inizio            | Fine            | Puntate | Telespettatori | Share   | Studio                                                            |
| -------- | -------------- | ----------------- | --------------- | ------- | -------------- | ------- | ----------------------------------------------------------------- |
| 1ª       | Geppi Cucciari | 12 gennaio 2023   | 20 aprile 2023  | 14      | 845 000        | 4,21%   | Studio M1 del Centro di produzione Rai di via Mecenate, Milano    |
| 2ª       | Geppi Cucciari | 28 settembre 2023 | 9 novembre 2023 | 7       | 825 000        | 4,86%   | Studio TV3 del Centro di produzione Rai di corso Sempione, Milano |
| 3ª       | Geppi Cucciari | 18 gennaio 2024   | 2 maggio 2024   | 15      | 865 000        | 4,95%   | Studio TV3 del Centro di produzione Rai di corso Sempione, Milano |
| 4ª       | Geppi Cucciari | 24 ottobre 2024   | 10 aprile 2025  | 22      | 1 006 000      | 5,96%   | Studio TV3 del Centro di produzione Rai di corso Sempione, Milano |

## Cast

### Competenti delle puntate
| Competente              | Ruolo                                 | Edizione | Edizione | Edizione | Edizione | Totale edizioni | Totale puntate |
| Competente              | Ruolo                                 | 1ª       | 2ª       | 3ª       | 4ª       | Totale edizioni | Totale puntate |
| ----------------------- | ------------------------------------- | -------- | -------- | -------- | -------- | --------------- | -------------- |
| Amalia Ercoli-Finzi     | Ingegnera e filantropa                |          |          |          |          | 4               | 57             |
| Ester Viola             | Avvocata civilista e giornalista      |          |          |          |          | 4               | 27             |
| Giuseppe Antonelli      | Linguista                             |          |          |          |          | 4               | 56             |
| Matteo Lancini          | Psicologo e psicoterapeuta            |          |          |          |          | 2               | 4              |
| Ilaria Gaspari          | Scrittrice e filosofa                 |          |          |          |          | 2               | 3              |
| Vincenzo Levizzani      | Fisico dell'atmosfera e climatologo   |          |          |          |          | 1               | 4              |
| Matteo Renzi            | Ecologista                            |          |          |          |          | 1               | 1              |
| Maurizio Viano          | Sumerologo                            |          |          |          |          | 1               | 1              |
| Papik Genovesi          | Zoologo                               |          |          |          |          | 1               | 4              |
| Lella Costa             | Attrice, drammaturga e scrittrice     |          |          |          |          | 1               | 1              |
| Piero Dorfles           | Giornalista e critico letterario      |          |          |          |          | 2               | 3              |
| Giovanni Di Iacovo      | Scrittore e sceneggiatore             |          |          |          |          | 1               | 1              |
| Fabrizio Corona         | Avvocato                              |          |          |          |          | 1               | 1              |
| Flaminia Nucci          | Psicoanalista                         |          |          |          |          | 3               | 7              |
| Giorgio Nardone         | Psicologo, pedagogo e psicoterapeuta  |          |          |          |          | 2               | 3              |
| Paola Scrolavezza       | Iamatologa, linguista e letterata     |          |          |          |          | 1               | 2              |
| Simonetta Bagella       | Botanica                              |          |          |          |          | 1               | 1              |
| Vincenzo Borghetti      | Musicologo                            |          |          |          |          | 1               | 1              |
| Vincenzo Venuto         | Biologo e conduttore televisivo       |          |          |          |          | 1               | 2              |
| Alberto Grandi          | Docente                               |          |          |          |          | 2               | 7              |
| Loredana Teresa Cirillo | Psicologa e psicoterapeuta            |          |          |          |          | 1               | 1              |
| Paola Di Turi           | Pediatra                              |          |          |          |          | 2               | 6              |
| Giovanni Manetti        | Semiologo e filosofo                  |          |          |          |          | 2               | 8              |
| Riccardo Meggiato       | Esperto di cybersecurity              |          |          |          |          | 1               | 4              |
| Laura Imai Messina      | Scrittrice                            |          |          |          |          | 1               | 1              |
| Sonia Gentile           | Psicologa del lavoro                  |          |          |          |          | 1               | 1              |
| Ameya Gabriella Canovi  | Psicologa                             |          |          |          |          | 1               | 3              |
| Giampaolo Perna         | Professore ordinario di psichiatria   |          |          |          |          | 1               | 1              |
| Alberto Pellai          | Medico                                |          |          |          |          | 1               | 2              |
| Flavia Trupia           | Docente e divulgatrice                |          |          |          |          | 1               | 3              |
| Giada Messetti          | Sinologa                              |          |          |          |          | 1               | 2              |
| Alberto Penna           | Psicologo e psicoterapeuta            |          |          |          |          | 1               | 3              |
| Ilaria Datta            | Psicoterapeuta junghiana              |          |          |          |          | 1               | 1              |
| Alberto Grandi          | Storico ed esperto dell'alimentazione |          |          |          |          | 1               | 1              |

### Rubriche
- Andrea Maggi cura la rubrica di linguaggio e ortografia[4]
- Roberto Mercadini cura la rubrica di cultura generale[4]
- Piero Dorfles cura la rubrica di letteratura[4]
- Alessandro Arcodia cura la rubrica di eventi e mostre[4]

## Puntate e ascolti

### Prima edizione
| Puntata | Messa in onda    | Ascolti        | Ascolti | Ascolti | Competenti     | Competenti         | Competenti          | Competenti         | Ospiti |
| Puntata | Messa in onda    | Telespettatori | Share   | Fonte   | Competenti     | Competenti         | Competenti          | Competenti         | Ospiti |
| ------- | ---------------- | -------------- | ------- | ------- | -------------- | ------------------ | ------------------- | ------------------ | --- |
| 1       | 12 gennaio 2023  | 902 000        | 4,50%   | [ 7 ]   | Matteo Renzi   | Giuseppe Antonelli | Amalia Ercoli-Finzi | Maurizio Viano     | Luca Bizzarri, Paolo Kessisoglu, Nicola Piovani, The Andre, Paolo Mereghetti, Ludovica Rambelli, Dori Ghezzi e Oleksandr Tkachenko                                                          |
| 2       | 19 gennaio 2023  | 698 000        | 3,40%   | [ 8 ]   | Ilaria Gaspari | Giuseppe Antonelli | Amalia Ercoli-Finzi | Vincenzo Levizzani | Frankie hi-nrg mc, Donato Carrisi, Nicoletta Manni, Timofej Andrijashenko, Cristina Donadio, Piergiorgio Odifreddi, Paolo Fresu, Giorgio Parisi e Silvio Orlando                            |
| 3       | 26 gennaio 2023  | 676 000        | 3,40%   | [ 9 ]   | Ilaria Gaspari | Giuseppe Antonelli | Amalia Ercoli-Finzi | Papik Genovesi     | Roberto Saviano, Fabio Volo, Lodo Guenzi, Sanam Shirvani, la scorta di Liliana Segre, Marco Varvello                                                                                        |
| 4       | 2 febbraio 2023  | 713 000        | 3,40%   | [ 10 ]  | Ester Viola    | Giuseppe Antonelli | Amalia Ercoli-Finzi | Papik Genovesi     | Sigfrido Ranucci, Pupi Avati, Claudio Santamaria, Madeline Miller, Piero Dorfles, Megi Bulla, Rocco Tanica, Ghemon                                                                          |
| 5       | 16 febbraio 2023 | 725 000        | 3,50%   | [ 11 ]  | Lella Costa    | Giuseppe Antonelli | Amalia Ercoli-Finzi | Piero Dorfles      | Clementino, Alessandro Cattelan, Federica Sciarelli, Nicola Lagioia, Giorgio Zanchini, Daria Bignardi e Stefano Bartezzaghi                                                                 |
| 6       | 23 febbraio 2023 | 791 000        | 4,00%   | [ 12 ]  | Ester Viola    | Giuseppe Antonelli | Amalia Ercoli-Finzi | Vincenzo Levizzani | Stefano Bollani, Valentina Cenni, Maurizio Mannoni, Rosella Postorino, Roald Dahl, Aldo Grasso, Marco Ferradini, Luigi Gaggero, Costantino della Gherardesca                                |
| 7       | 2 marzo 2023     | 951 000        | 4,70%   | [ 13 ]  | Ilaria Gasperi | Giuseppe Antonelli | Amalia Ercoli-Finzi | Vincenzo Levizzani | Ermal Meta, Noemi, Giovanni Floris, Peppino Mazzotta, Paola Pallottino, Sydney Sibilia |
| 8       | 9 marzo 2023     | 843 000        | 4,10%   | [ 14 ]  | Matteo Lancini | Giuseppe Antonelli | Amalia Ercoli-Finzi | Vincenzo Levizzani | Piera Detassis, Carlo Verdone, Elio, Nico Acampora, Lino Guanciale, Ramin Bahrami, Mario Tozzi, Carolina Crescentini                                                                        |
| 9       | 16 marzo 2023    | 944 000        | 4,60%   | [ 15 ]  | Matteo Lancini | Giuseppe Antonelli | Amalia Ercoli-Finzi | Papik Genovesi     | Serena Dandini, Sandra Milo, Maurizio Lastrico, Marco Damilano, Francesco Piccolo, Francesco Bonami, Frank Matano, Margherita Vicario, Anna Bassy                                           |
| 10      | 23 marzo 2023    | 890 000        | 4,60%   | [ 16 ]  | Matteo Lancini | Giuseppe Antonelli | Amalia Ercoli-Finzi | Papik Genovesi     | Articolo 31, Luigi Lo Cascio, Valentina Lodovini, Extraliscio con i Dervisci, Marco Damilano, Aldo Nove, Valeria Parrella, Iva Zanicchi                                                     |
| 11      | 30 marzo 2023    | 912 000        | 4,70%   | [ 17 ]  | non presente   | Giuseppe Antonelli | Amalia Ercoli-Finzi | non presente       | Giuseppe Fiorello, Lillo Petrolo, Sandro Piccinini, Ernst Knam, Hope Carrasquilla, Dario Nardella,Alice Rohrwacher, Fumettibrutti, Enrico Gabrielli, Giovanni Truppi, Piccolo Coro Angelico |
| 12      | 6 aprile 2023    | 984 000        | 5,30%   | [ 18 ]  | non presente   | Giuseppe Antonelli | Amalia Ercoli-Finzi | non presente       | Teo Teocoli, Davide Livermore, Syria, Dan Peterson, Viola Ardone, Massimo Bernardini, Alberto Gandino, Sveva Sagramola, Roy Paci                                                            |
| 13      | 13 aprile 2023   | 846 000        | 4,20%   | [ 19 ]  | non presente   | Giuseppe Antonelli | Amalia Ercoli-Finzi | non presente       | Rocco Papaleo, Eugenio Finardi, Vinicio Capossela, Francesca Fagnani, Valerio Lundini, Raiz, Vincenzo Costantino Cinaski, Trockadero                                                        |
| 14      | 20 aprile 2023   | 954 000        | 4,60%   | [ 20 ]  | non presente   | Giuseppe Antonelli | Amalia Ercoli-Finzi | non presente       | Antonella Clerici, Luciana Littizzetto, Dante Ferretti, Francesca Lo Schiavo, Tosca e Valérie Perrin                                                                                        |
| Media   | Media            | 845 000        | 4,21%   |         |                |                    |                     |                    | |

### Seconda edizione
| Puntata | Messa in onda     | Ascolti        | Ascolti | Ascolti | Competenti     | Competenti         | Competenti          | Competenti         | Ospiti |
| Puntata | Messa in onda     | Telespettatori | Share   | Fonte   | Competenti     | Competenti         | Competenti          | Competenti         | Ospiti |
| ------- | ----------------- | -------------- | ------- | ------- | -------------- | ------------------ | ------------------- | ------------------ | --- |
| 1       | 28 settembre 2023 | 895 000        | 5,60%   | [ 21 ]  | Ester Viola    | Giuseppe Antonelli | Amalia Ercoli-Finzi | Piero Dorfles      | Luciano Ligabue, Francesco Montanari, Remo Anzovino, Lorena Berdún, Cirque du Soleil |
| 2       | 5 ottobre 2023    | 822 000        | 4,90%   | [ 22 ]  | Flaminia Nucci | Giuseppe Antonelli | Amalia Ercoli-Finzi | Piero Dorfles      | Amanda Lear, Danilo Rea, Gianluca De Rubertis, Anna Mazzamauro, Milena Vukotic, Paolo Di Paolo, Nicola Nocella, Carlo Centemeri, Paolo Brillo, Antonella Di Bartolo |
| 3       | 12 ottobre 2023   | 792 000        | 4,80%   | [ 23 ]  | Ester Viola    | Giuseppe Antonelli | Amalia Ercoli-Finzi | Giovanni Di Iacovo | Sabina Guzzanti, Drusilla Foer, Cristiana Capotondi, Nina Zilli, Renzo Rubino, Cirko Vertigo, Simone Bianchi e gli immancabili interventi di Piero Dolfres e Roberto Mercandini |
| 4       | 19 ottobre 2023   | 826 000        | 4,80%   | [ 24 ]  | Ester Viola    | Giuseppe Antonelli | Amalia Ercoli-Finzi | Fabrizio Corona    | Paolo Rossi, Mario Biondi, Rocco Tanica, Giacomo Poretti, Daria Deflorian, Il Pasticcere Trotzkista (collettivo di cinefili e amanti della pasticceria), Massimo Recalcati, Don Davide Bertocchi |
| 5       | 26 ottobre 2023   | 807 000        | 4,60%   | [ 25 ]  | Ester Viola    | Giuseppe Antonelli | Amalia Ercoli-Finzi | Giorgio Nardone    | Paolo Bonolis, Stefano Fresi, Giovanni Storti, Gaetano Curreri, Lee Curreri, Paola Gioia Kaze Formisano, Martina Arduino, Marco Agostino |
| 6       | 2 novembre 2023   | 784 000        | 4,50%   | [ 26 ]  | Ester Viola    | Giuseppe Antonelli | Amalia Ercoli-Finzi | Giorgio Nardone    | Paola Cortellesi, Emanuela Fanelli, Fiorella Mannoia, Danilo Rea, Neri per Caso, Carla Signoris, Rocco Tanica, Emma Dante, Noa |
| 7       | 9 novembre 2023   | 850 000        | 4,80%   | [ 27 ]  | Ester Viola    | Giuseppe Antonelli | Amalia Ercoli-Finzi | Matteo Lancini     | Matthew McConaughey, Enzo Iacchetti, Pupi Avati, Serena Dandini, Emanuela Fanelli, Alex Britti, Articolo 31, Alessandro Betti, Corrado Tedeschi, Carlo Cottarelli, Sigfrido Ranucci, Greta Scarano, Ambrosia Caldarelli, Filippo Nigro, Michelangelo Pistoletto, Igor Scalisi, Cob Compagnia Opus Ballet |
| Media   | Media             | 825 000        | 4,86%   |         |                |                    |                     |                    | |

### Terza edizione
| Puntata | Messa in onda    | Ascolti        | Ascolti | Ascolti | Competenti        | Competenti         | Competenti          | Competenti         | Ospiti |
| Puntata | Messa in onda    | Telespettatori | Share   | Fonte   | Competenti        | Competenti         | Competenti          | Competenti         | Ospiti |
| ------- | ---------------- | -------------- | ------- | ------- | ----------------- | ------------------ | ------------------- | ------------------ | --- |
| 1       | 18 gennaio 2024  | 829 000        | 4,40%   | [ 28 ]  | Giorgio Nardone   | Giuseppe Antonelli | Amalia Ercoli-Finzi | Paola Scrolavezza  | Fabio Caressa, Sergio Castellitto, Carlo Cracco, Emanuela Fanelli, Valerio Lundini, Benedetta Parodi, Pino Strabioli, Jasmine Trinca, Elio e Le Storie Tese, Elisabetta Viviani e il Maestro Remo Anzovino, Matthew Lee, Orchestra Sinfonica Nazionale Rai guidata dal Maestro Pietro Mainiti, Vito Molinari, Takahide Sano, Tommaso Cherici e la Compagnia di danza acrobatica Kataklò |
| 2       | 25 gennaio 2024  | 808 000        | 4,50%   | [ 29 ]  | Flaminia Nucci    | Giuseppe Antonelli | Amalia Ercoli-Finzi | Paola Scrolavezza  | Massimo Ghini, Alessio Boni, Anna Della Rosa e Valter Malosti, Cochi Ponzoni, Maurizio Lastrico, Marcello Cesena e Danilo Bertazzi, Angelo Branduardi e Sergio Sylvestre, Sergio Bernal Alonso, Roberto Sironi, Paolo Di Paolo, Guido Barbujani e Ali Shams |
| 3       | 1º febbraio 2024 | 859 000        | 4,80%   | [ 30 ]  | Simonetta Bagella | Giuseppe Antonelli | Amalia Ercoli-Finzi | Vincenzo Borghetti | Franca Caffa, Enrico Ruggeri, Colapesce e Di Martino accompagnati dal pianista Angelo Trabace, Alexia con il pianista Carlo Centemeri, Orchestra del Mare e Divina Commedia Opera Musical, Marisa Laurito, Gabriel Zuchtriegel, Luca Parmitano e Giovanni Galizia |
| 4       | 15 febbraio 2024 | 744 000        | 4,00%   | [ 31 ]  | Ester Viola       | Giuseppe Antonelli | Amalia Ercoli-Finzi | Vincenzo Venuto    | Violante Placido, Alba Rohrwacher, Giuseppe Cederna e Brenda Lodigiani, Carlo Imperato e Candace Bushnell, Peppe Barra, Chiara Galiazzo, Carlo Centemeri, i Santi Francesi e la BabelNova Orchestra, Elioenai Schirinzi e il guardiano del faro di Genova |
| 5       | 22 febbraio 2024 | 786 000        | 4,24%   | [ 32 ]  | Ester Viola       | Alberto Grandi     | Amalia Ercoli-Finzi | Flaminia Nucci     | Margherita Buy, Ascanio Celestini, Milena Gabanelli, Vinicio Capossela, Annalisa Corrado, Daniel Roher, Daniel Ezralow |
| 6       | 29 febbraio 2024 | 826 000        | 4,40%   | [ 33 ]  | Ester Viola       | Giuseppe Antonelli | Amalia Ercoli-Finzi | Vincenzo Venuto    | Helen Mirren, Marco Bellocchio, Carla Signoris, Levante, Remo Anzovino, Filippo Nigro, Mario Calabresi, Maria Ghisu, Tenores di Neoneli, Urban Theory Dance Company |
| 7       | 7 marzo 2024     | 690 000        | 3,67%   | [ 34 ]  | Loredana Cirillo  | Giuseppe Antonelli | Amalia Ercoli-Finzi | Alberto Grandi     | Alessandro Borghi, Marco D'Amore, Toni Servillo, Emanuela Fanelli, Gabriele Salvatores, Valeria Golino, Corrado Nuzzo, Maria Di Biase, Gianni Canova, Michelangelo Pistoletto e Enzo Gragnaniello |
| 8       | 14 marzo 2024    | 788 000        | 4,60%   | [ 35 ]  | Ester Viola       | Giuseppe Antonelli | Amalia Ercoli-Finzi | Ilaria Gaspari     | Alberto Angela, Silvan, Fabio Volo, Pif, Andrea Zalone, Chiara Galiazzo, Massimo Polidoro,Maxim Pozdorovikin, Claudia Cardinale, Ted Neeley, Lorenzo Licitra, Frankie hi-nrg mc, Feisal Bonciani, Alessandro Frola |
| 9       | 21 marzo 2024    | 782 000        | 5,27%   | [ 36 ]  | Ester Viola       | Paola Di Turi      | Amalia Ercoli-Finzi | Flaminia Nucci     | Paola Turci, Valeria Solarino, Massimo De Lorenzo, Sigfrido Ranucci, Eleonora Riso, Giovanni Impastato, Paolo Di Paolo, Massimo Cirri, Fabrizio Bosso, Celtic Roses |
| 10      | 28 marzo 2024    | 788 000        | 4,90%   | [ 37 ]  | Paola Di Turi     | Giuseppe Antonelli | Amalia Ercoli-Finzi | Alberto Grandi     | Dargen D'Amico, Linus, Mauro Pagani, Julie Ant, Giorgio Lauro, Joël Dicker, Davide Enia, Carlo Amleto, Valentina Cicogna, Corpo di ballo dell'Accademia Ucraina di Balletto, Azdyne Amimour e Georges Salines |
| 11      | 4 aprile 2024    | 970 000        | 5,70%   | [ 38 ]  | Ester Viola       | Giuseppe Antonelli | Amalia Ercoli-Finzi | Giovanni Manetti   | Gianmarco Tognazzi, Elio, Rocco Tanica, Carlo Amleto, Giovanna Botteri, Tony Hadley, Federica Fracassi, Vera Gheno, Carmen Giorgio, Erlend Øye, Marco Pelle |
| 12      | 11 aprile 2024   | 1 001 000      | 5,90%   | [ 39 ]  | Ester Viola       | Giuseppe Antonelli | Amalia Ercoli-Finzi | Giovanni Manetti   | Serena Dandini, Malika Ayane, Enrico Silvestrin, Giulio Scarpati, Carlo Amleto, Eleonora Cadeddu, Daria Bignardi, Vasco Brondi, Flavio Caroli, Christian Greco e Nicola Colleoni |
| 13      | 18 aprile 2024   | 1 086 000      | 6,20%   | [ 40 ]  | Paola Di Turi     | Giuseppe Antonelli | Amalia Ercoli-Finzi | Giovanni Manetti   | Adriano Panatta, Paolo Bertolucci, Valerio Lundini, Margherita Vicario, Veronica Lucchesi, Valeria Solarino, Lilli Gruber, Aldo Nove, Filippo Trojano, Carlo Centemeri, Michael Ackerman, Ramak Fazel, Davide Livermore, Gianni Fantoni e Cristiano Dessì |
| 14      | 25 aprile 2024   | 1 175 000      | 7,33%   | [ 41 ]  | Ester Viola       | Giuseppe Antonelli | Amalia Ercoli-Finzi | Giovanni Manetti   | Piero Pelù, Ditonellapiaga, Francesca Vecchioni, Valeria Solarino, Filippo Nigro, Federica Fracassi, Francesca Michielin, Ema Stokholma, Gianluca Torre, Francesco Filippi, Martina Carone, Mattia Marini e Nasim Eshqi |
| 15      | 2 maggio 2024    | 1 152 000      | 6,70%   | [ 42 ]  | Ester Viola       | Giuseppe Antonelli | Amalia Ercoli-Finzi | Alberto Grandi     | Ferzan Özpetek, Vinicio Marchioni, Lillo, Elio, Negrita, Monza Nico Acampora, Serra Yılmaz, Kabir Bedi, Andrea Spinelli, Norma Bargetzi e Bruna Molinari |
| Media   | Media            | 865 000        | 4,95%   |         |                   |                    |                     |                    | |

### Quarta edizione
| Puntata | Messa in onda    | Ascolti        | Ascolti | Ascolti | Competenti     | Competenti         | Competenti          | Competenti             | Ospiti |  |
| Puntata | Messa in onda    | Telespettatori | Share   | Fonte   | Competenti     | Competenti         | Competenti          | Competenti             | Ospiti |  |
| ------- | ---------------- | -------------- | ------- | ------- | -------------- | ------------------ | ------------------- | ---------------------- | --- |  |
| 1       | 24 ottobre 2024  | 931 000        | 5,47%   | [ 43 ]  | Ester Viola    | Giuseppe Antonelli | Amalia Ercoli-Finzi | Fabio Leonardi         | Brunori Sas, Pif, Leo Ortolani, Angela Isaac, Paolo Mieli, Ludovico Peregrini, Arianna Capodicas, Angela Schiatti, Giulia Mei |  |
| 2       | 31 ottobre 2024  | 757 000        | 4,88%   | [ 44 ]  | Flaminia Nucci | Giuseppe Antonelli | Amalia Ercoli-Finzi | Riccardo Meggiato      | Vinicio Capossela, Elio, Rocco Tanica, Luigi Manconi, Bianca Berlinguer, Noè Socha, Giuseppe Scoditti, Lina Simons, David Parsons, Zoey Andreson, Monica Guerritore, Paolo Sorrentino |  |
| 3       | 7 novembre 2024  | 878 000        | 5,23%   | [ 46 ]  | Paola Di Turi  | Giuseppe Antonelli | Amalia Ercoli-Finzi | Riccardo Meggiato      | Antonio Scurati, Claudio Bisio, Paolo Di Paolo, Andrea Pennacchi, Paolo Fresu, Martina Carone, Kimia Ghorbani, Pegah Moshir Pour, Eran Riklis, Don Most, Anson Williams, Paco Roca, Alessandro Cavallo |  |
| 4       | 14 novembre 2024 | 937 000        | 5,39%   | [ 47 ]  | Ester Viola    | Giuseppe Antonelli | Amalia Ercoli-Finzi | Laura Imai Messina     | Fabrizio Bentivoglio, Rocco Papaleo, Sandro Veronesi, Irene Grandi, Ilie Năstase, Novella Calligaris, Francesco Bonami, Stefania Sbrighi, Robinson McClellan, Iacopo Cividini, Carlo Centemeri |  |
| 5       | 21 novembre 2024 | 803 000        | 4,68%   | [ 48 ]  | Paola Di Turi  | Giuseppe Antonelli | Amalia Ercoli-Finzi | Giovanni Manetti       | Massimo Recalcati, Pino Strabioli, Gianrico Carofiglio, Paride Vitale, Orchestra Sinfonica di Milano guidata da Emmanuel Tjeknavorian, Marco Balzano, David Garrett, Dario Baldan Bembo, Levante, Chiara Iezzi, Paolo di Paolo                                                                                   |  |
| 6       | 28 novembre 2024 | 994 000        | 5,66%   | [ 49 ]  | Ester Viola    | Giuseppe Antonelli | Amalia Ercoli-Finzi | Giovanni Manetti       | Elena Sofia Ricci, Piero Dorfles, Gino Cecchettin, Marco D'Amore, Anna Ammirati, Alessandra Ierse, Brenda Lodigiani, Igort, Tommaso Stanzani, Balletto de Les Étoiles, Giulia Mei, Angelica Schiatti |  |
| 7       | 5 dicembre 2024  | 806 000        | 4,55%   | [ 50 ]  | Sonia Gentile  | Giuseppe Antonelli | Amalia Ercoli-Finzi | Riccardo Meggiato      | Silvio Orlando, Luca Argentero, Stefano Accorsi, Germano Lanzoni, Antonio Rezza, Maurizio De Giovanni, Enrico Deaglio, Giuseppe Catozzella, Deka Mohamed Osman, Marco Vizzardelli, Giovanni Freghieri, Simona Molinari, Ramtin Ghazavi, Carlo Centemeri                                                          |  |
| 8       | 12 dicembre 2024 | 942 000        | 5,43%   | [ 51 ]  | Ester Viola    | Giuseppe Antonelli | Amalia Ercoli-Finzi | Ameya Gabriella Canovi | Caterina Guzzanti, Salvatore Esposito, Silvia D'Amico, Jocelyn Hattab, Giovanna Botteri, Valérie Perrin, Frankie hi-nrg mc, Jack Savoretti, Irene Maiorino, Sara Drago, Angela Frenda, Pino Strabioli, Matteo Luschi, Manuele Fior, Stomp                                                                        |  |
| 9       | 19 dicembre 2024 | 981 000        | 5,94%   | [ 52 ]  | Flaminia Nucci | Giuseppe Antonelli | Amalia Ercoli-Finzi | Giovanni Manetti       | Pif, Giovanni Veronesi, Pietro Gros, Nicola Piovani, Vanessa Scalera, Federica Fracassi, Beatrice Tassone, Virna Toppi, Elio e le Storie Tese, The Swingles, Stefano e Felice Torre |  |
| 10      | 9 gennaio 2025   | 943 000        | 5,69%   | [ 53 ]  | Ester Viola    | Giuseppe Antonelli | Amalia Ercoli-Finzi | Giampaolo Perna        | Dardust, Renzo Rubino, Sergio Caputo, Angela Molina, Lina Sastri, Adriano Pennino, Marco Brando, Robert Peroni, Paolo Conticini, Alessandro Rosa, Ada Egidio, Giorgio Gherarducci, Lorenzo Mattotti |  |
| 11      | 16 gennaio 2025  | 1 020 000      | 6,05%   | [ 54 ]  | Ester Viola    | Giuseppe Antonelli | Amalia Ercoli-Finzi | Ameya Gabriella Canovi | Valentina Lodovini, Lino Guanciale, Paolo Jannacci, Germano Lanzoni, Yoon C. Joyce, Carlo Cottarelli, Toni Servillo, Salvatore Ficarra, Valentino Picone, Roberto Andò, Davide Livermore, Paolo Gep Cucco, Mariam Battistelli, Matteo Arcari, Alessio Caraturo, Luca Guadiano, corpo di ballo del Teatro Sistina |  |
| 12      | 23 gennaio 2025  | 1 050 000      | 6,20%   | [ 55 ]  | Alberto Pellai | Giuseppe Antonelli | Amalia Ercoli-Finzi | Flavia Trupia          | Erri De Luca, Bruno Voglino, Carla Signoris, Marcello Cesena, Filippo Nigro, Giovanna Botteri, Renzo Rubino, Nathalie, Renad Attallah, Paolo Marco Bombonato, Francesco Libetta, Aylen Pritchin, Luigi Piovano, Tiziano Coiro, Gaia De Martino                                                                   |  |
| 13      | 30 gennaio 2025  | 1 160 000      | 6,85%   | [ 56 ]  | Paula Di Turi  | Giuseppe Antonelli | Alberto Grandi      | Flavia Trupia          | Serena Rossi, Claudio Santamaria, Cristina Donadio, Paolo Rossi, Eduardo Scarpetta, Luciano Floridi, Antonio Stragapede, Seydou Dao, José Muñoz, Enrico Berni, Mattia Sala |  |
| 14      | 6 febbraio 2025  | 980 000        | 5,68%   | [ 57 ]  | Giada Messetti | Giuseppe Antonelli | Amalia Ercoli-Finzi | Alberto Penna          | Pietro Castellitto, Giulia Louise Steigerwalt, Francesco Russo, Tony Saccucci, Antonio Caprarica, Licia Troisi, Virna Toppi, Nicola Del Freo, Sorelle Marinetti, Neri per Caso, Rachela Baroni, Francesca Baerald                                                                                                |  |
| 15      | 20 febbraio 2025 | 1 196 000      | 6,84%   | [ 58 ]  | Ester Viola    | Giuseppe Antonelli | Amalia Ercoli-Finzi | Alberto Pellai         | Carlo Conti, Willie Peyote, Frankie hi-nrg mc, Cristina D'Avena, Pasquale Finicelli, Emanuela Fanelli, Claudia Pandolfi, Giovanna Botteri, Sabrina Giannini, Valentino Buzza, Giua, Claire et Antho |  |
| 16      | 27 febbraio 2025 | 1 037 000      | 6,08%   | [ 59 ]  | Ester Viola    | Giuseppe Antonelli | Amalia Ercoli-Finzi | Alberto Penna          | Valeria Golino, Valeria Bruni Tedeschi, Guido Caprino, Angela Finocchiaro, Maurizio Nichetti, Vanessa Scalera, Massimiliano Gallo, Syria, Gigliola Cinquetti, Beppe Severgnini, Freda Kelly, Bruno Bozzetto, Sergio Bernal                                                                                       |  |
| 17      | 6 marzo 2025     | 1 099 000      | 6,22%   | [ 60 ]  | Alberto Grandi | Giuseppe Antonelli | Amalia Ercoli-Finzi | Ameya Gabriella Canovi | Whoopi Goldberg, Kim Rossi Stuart, Ian Ziering, Chiara Valerio, Renzo Rubino, José Muñoz, Pablo Valentin Moyano, Pasquale La Rocca, Pierpaolo Vacca |  |
| 18      | 13 marzo 2025    | 1 010 000      | 6,11%   | [ 61 ]  | Ilaria Datta   | Giuseppe Antonelli | Amalia Ercoli-Finzi | Riccardo Meggiato      | Gabriele Muccino, Veronica Pivetti, Daria Bignardi, Sabrina Ferilli, Giorgio Parisi, Jeffery Deaver, Isabella Maldonado, Paolo Camilli, Pippo ed Andrea Santonastaso, Tommaso Parazzoli, Fabio Stroscio, Adriano Micali                                                                                          |  |
| 19      | 20 marzo 2025    | 1 013 000      | 6,02%   | [ 62 ]  | Alberti Grandi | Giuseppe Antonelli | Amalia Ercoli-Finzi | Flavia Trupia          | Rkomi, Filippa Lagerbäck, Meg, Giovanna Botteri, Valeria Parrella, Tonino Carotone, Giulio Wilson, Maccio Capatonda, Monica Maggioni, Beatrice Rana, Roy Ilagou, Gioacchino Starace |  |
| 20      | 27 marzo 2025    | 1 221 000      | 7,57%   | [ 63 ]  | Ester Viola    | Giuseppe Antonelli | Amalia Ercoli-Finzi | Giovanni Manetti       | Valerio Mastandrea, Angelo Pintus, Alessandro Siani, Claudio Morici, Gianluca Di Marzio, Sabrina Giannini, Elio, Gino Castaldo, Guido Silvestri, Chiara Lodi, Filippo Nigro, Valeria Morosini, Claudio Colombo, Paride Vitale, Emanuela Bianchini, Damiano Grifoni                                               |  |
| 21      | 3 aprile 2025    | 1 202 000      | 7,50%   | [ 64 ]  | Giada Massetti | Giuseppe Antonelli | Amalia Ercoli-Finzi | Alberto Penna          | Roberto Bolle, Dargen D'Amico, Greta Scarano, Matilda De Angelis, Yuri Tuci, Manuel Agnelli, Valter Malosti, Andrea Rizzolini, Beatrice Tassone, Paolo Fresu, Valerio Lundini |  |
| 22      | 10 aprile 2025   | 1 161 000      | 7,10%   | [ 65 ]  | Ester Viola    | Giuseppe Antonelli | Amalia Ercoli-Finzi | Flaminia Nucci         | Mahmood, Cristina Donadio, Filippo Nigro, Giovanna Botteri, Pino Strabioli, Gianluca Torre, Chiara Galiazzo, Christine Tremarco, Vittorio Lingiardi, Edoardo Camurri, Paolo Di Paolo, Federica Fracassi, Spartaco Albertarelli, Daniil Simkin, Antonella Albano, Massimo Garon, Guido Pistoni                    |  |
| Media   | Media            | 1 006 000      | 5,96%   |         |                |                    |                     |                        | |  |

## Accoglienza
Il programma ha ricevuto recensioni positive da parte della critica televisiva.
In una recensione positiva, Aldo Grasso per il Corriere della Sera scrive che Splendida cornice sia «un programma che diverte sapendo suscitare curiosità e stimolare lo spettatore», apprezzando Cucciari, definita «la più brava a ribattere all’istante». Federico Boni di Movieplayer.it lo definisce «il miglior programma della tv nazionale» che si imposta «sull'intrattenimento culturale, evasione, divulgazione, satira, contaminando alto con basso, umorismo con conoscenza», associandolo ai programmi condotti da Maurizio Costanzo. Boni apprezza la conduzione di Cucciari poiché «in grado di porre le domande più irriverenti e inattese su piazza, ottenendo in cambio autentiche gemme spesso mai raccontate prima». Grazia Sambruna di Fanpage.it descrive il programma come «linfa vitale del Servizio Pubblico; [...] un programma di competenti, quindi una perla rarissima nel panorama televisivo nostrano», associando l'irriverenza e curiosità di Cucciari nella conduzione a Raffaella Carrà.

## Riconoscimenti
- 2024 - Diversity Media Award al miglior programma TV[73]
- 2025 - Bubino d'Oro per il Miglior Programma di Arte, Cultura & Satira[74]